# Wakoopa
 (octobre 2014).
Si vous disposez d'ouvrages ou d'articles de référence ou si vous connaissez des sites web de qualité traitant du thème abordé ici, merci de compléter l'article en donnant les références utiles à sa vérifiabilité et en les liant à la section « Notes et références ».
Wakoopa est un éditeur de logiciel de mesure passive d’utilisation d’ordinateurs, de téléphones intelligents et de tablettes, pour des études de marché.
Wakoopa a été fondée en 2007 et est basée à Amsterdam aux Pays-Bas.

## Logiciel de mesure
Wakoopa développe des logiciels de mesure passive, qui permettent d'observer le comportement en ligne dans un environnement réel. Un tel logiciel est installé par des participants à des études de marché, qui donnent leur consentement explicite à participer à la recherche. Les données sont anonymisées pour la collecte et le traitement, mais il est également possible de combiner les données d’utilisation avec d’autres informations de segmentation que les participants acceptent de partager, telles que l'âge, ou la voiture qu'ils conduisent.
Wakoopa propose son logiciel en tant que solution en marque blanche (white label) pour les entreprises qui gèrent un panel de consommateurs. Wakoopa a également des collaborations avec des gérants de panels dans plusieurs pays, avec le but d’offrir une source de données sur le comportement des internautes.

## Histoire duWakoopa Social
Wakoopa a débuté comme un réseau social en 2006, qui a attiré près de 200 000 utilisateurs enregistrés, appelés Wakoopians. La plate-forme offrait aux utilisateurs la possibilité de suivre leur propre utilisation d’applications et d’écrire des commentaires sur ces applications. L'utilisation d'applications pouvait être comparée à l'utilisation d'autres utilisateurs, permettant une découverte de nouvelles applis par les participants. En utilisant les applications et en écrivant des critiques, les utilisateurs pouvaient gravir certains niveaux (newbie, novice, enthusiast, devotee, expert, fanatic et overlord). Ces statuts avaient chacun sa propre icône, conçue par le dessinateur néerlandais Nozzman. En 2010, Wakoopa a commencé à utiliser le logiciel de suivi pour les études de marché. En raison du succès de ce nouveau logiciel, en 2012 Wakoopa décide de fermer le réseau social et de se concentrer sur les études.

## Wakoopa et Netquest
En 2014, Wakoopa rejoint Netquest fournisseur d'études en ligne en Espagne, au Portugal et en Amérique latine,. Après des projets communs, les deux entreprises sont venues à la conclusion qu'ils partagent une vision : faire en sorte que la technologie soit un élément à part entière de l'expérience des panélistes. La collaboration étroite avec Netquest ouvre la possibilité d'intégrer correctement tous les aspects de la recherche en ligne. Wakoopa reste une entité indépendante et travaille en étroite collaboration avec Netquest.
En 2016, GfK a acquis Netquest et Wakoopa.